# Conquête de Žleby
Guerres des Margraves Moraves
La conquête de Žleby ou le siège de Žleby fut une opération militaire menée en décembre 1402 par les forces hongroises de Sigismond de Luxembourg, roi de Hongrie, contre le château de Žleby, situé près de Čáslav dans le royaume de Bohême. Défendu par Jindřich Lacembok de Chlum, un loyaliste de Venceslas IV de Bohême, cet événement s’inscrit dans la guerre civile de Bohême pendant les Guerres de Margraves Moraves lors de la campagne de Sigismond pour combattre les loyalistes de Venceslas IV.

## Contexte
En 1402, après la capture de Venceslas IV en mars, Sigismond intervint militairement en Bohême en décembre 1402 pour consolider son influence et punir les partisans de Venceslas. Le château de Žleby, tenu depuis 1401 par Jindřich Lacembok de Chlum en tant que bien mis en gage, fut ciblé dans cette campagne en raison de son statut de forteresse royale et de la loyauté de son détenteur envers Venceslas. Cette action s’inscrit dans une série d’opérations menées par Sigismond ce mois-là, notamment autour de Kutná Hora et Kolín.

## Déroulement
En décembre 1402, l’armée hongroise dirigée par Sigismond assiégea le château de Žleby. Les détails des combats ne sont pas précisés dans les sources, mais celles-ci sont confirmé par l'historien Auguste Sedlacek, où plusieurs affrontements ont eu lieu lors de nombreux assauts sur le chateau que finalement Sigismond "dobył" (prit) l'a prise, surmontant la résistance de la garnison sous Jindřich Lacembok de Chlum,. 
Après la prise, Sigismond confisqua le château et le mit immédiatement en gage à Oldřich Vavak de Hradec, un de ses partisans, marquant une redistribution des biens royaux à ses alliés.

## Conséquences
La conquête de Žleby par Sigismond en décembre 1402 renforça temporairement son contrôle sur la région de Čáslav. Jindřich Lacembok de Chlum dù prêter serment à Sigismond de ne pas redevenir hostile, Oldřich Vavak de Hradec obtint et conserva le château entant que maître des monnaies de Kutna Hora à la fin du Siège de Kutna Hora jusqu’en janvier 1406, date à laquelle il le vendit à Petr Zmrzlík de Svojšína, future maître des monnaies de Kutná Hora et partisan de Venceslas IV,.